# Harlekijnvis
De harlekijnvis (Plectorhinchus chaetodonoides) is een soort vis uit de orde van baarsachtigen.
De soort komt voor in zoet, brak en zout water, in de Indische Oceaan en de westelijke Grote Oceaan. Bij koraalriffen treft men de soort meestal aan in de schaduwrijke plekken onder grote koraalformaties. Nie te verwaren met ander gestipt soorten als Plectorhinchus gaterinus en Plectorhinchus lineatus.

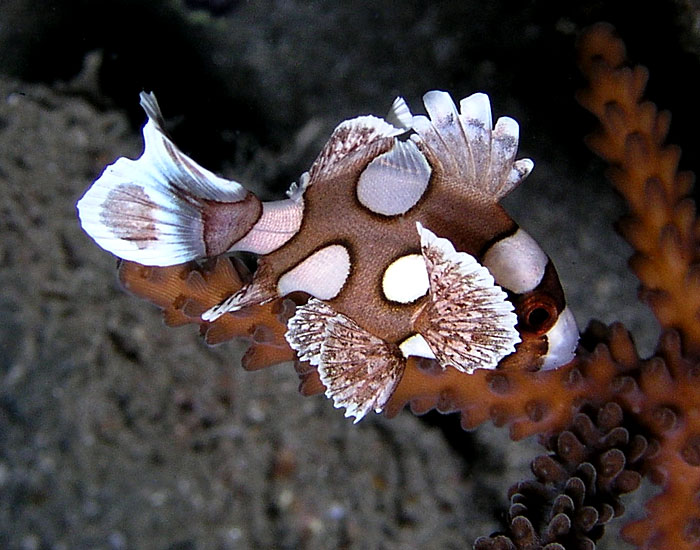
Juveniele harlekijnvis